# جون جودال
جون جودال (بالإنجليزية: John Goodall)‏ (19 يونيو 1863 بوستمنستر في المملكة المتحدة - 20 مايو 1942 بواتفورد في المملكة المتحدة) هو مدرب كرة قدم ولاعب كريكت ولاعب كرة قدم بريطاني (وحمل سابقاً جنسية المملكة المتحدة لبريطانيا العظمى وأيرلندا) في مركز الهجوم. شارك مع منتخب إنجلترا لكرة القدم. أما مع النوادي، فقد لعب مع بريستون نورث إيند وديربي كاونتي ونادي روبيه ونادي واتفورد وGlossop North End A.F.C. ‏ وNew Brighton Tower F.C. ‏ وGreat Lever F.C. ‏ وMardy A.F.C. ‏.

## وصلات خارجية
- جون جودال على موقع قاعدة بيانات كرة القدم.إي يو (الإنجليزية)
- جون جودال على موقع ناشيونال فوتبول تيمز (الإنجليزية)
- جون جودال على موقع عالم كرة القدم.نت (الإنجليزية)